# Norsjø
59°21′50″N 09°12′04″Ø / 59.36389°N 9.20111°Ø
Norsjø er en sø i Vestfold og Telemark fylke i Norge. Den ligger i Skien-, Nome- og Sauherad kommuner. Navnet kommer af det gammelnorske nór, som betyder «trang» eller «smal». Dybden ligger for en stor del på ca. 170 m. Den er reguleret med dæmning ved Skotfoss til en højde over havet på 15,3 m. Søen er ca. 30 km. lang, og har et areal på 55,48 km², og en omkreds på 123,36 km. De fleste af de elve som hører til Skiensvassdraget samles i Norsjø før vassdraget munder ud i Skienselva. De største af disse er Eidselva fra Bandakkanalen, Bøelva (Gvarvelva) fra Seljordsvatn og Sauarelva fra Heddalsvatnet.
Norsjø er drikkevandskilde for kommunene Skien og Nome. 
Norsjø udgør en central del af Telemarkskanalen, ved at den binder Bandak-Norsjøkanalen, også kaldt Bandakkanalen, sammen med Norsjø-Skienkanalen.
Der er en ikke ubetydelig turistsvirksomhed ved Norsjø, hovedsageligt fra Ulefoss og nordover. Her ligger, foruden overnatningssteder og campingpladser, både golfbane og museer.
Der er interessante Sluseanlæg ved begge de nævnte kanaler, f.eks. Løveid ved Skotfoss (Norsjø-Skienkanalen), og Ulefoss og Vrangfoss (Bandakkanalen). Ulefos Hovedgaard er en spændende del af Telemark Museum.

## Eksterne kilder og henvisninger
1. ↑  Norsjø på snl.no
2. ↑  Norsjø på norgeskart.no

- Norges vassdrags- og energidirektorat.